# Gladys Erbetta

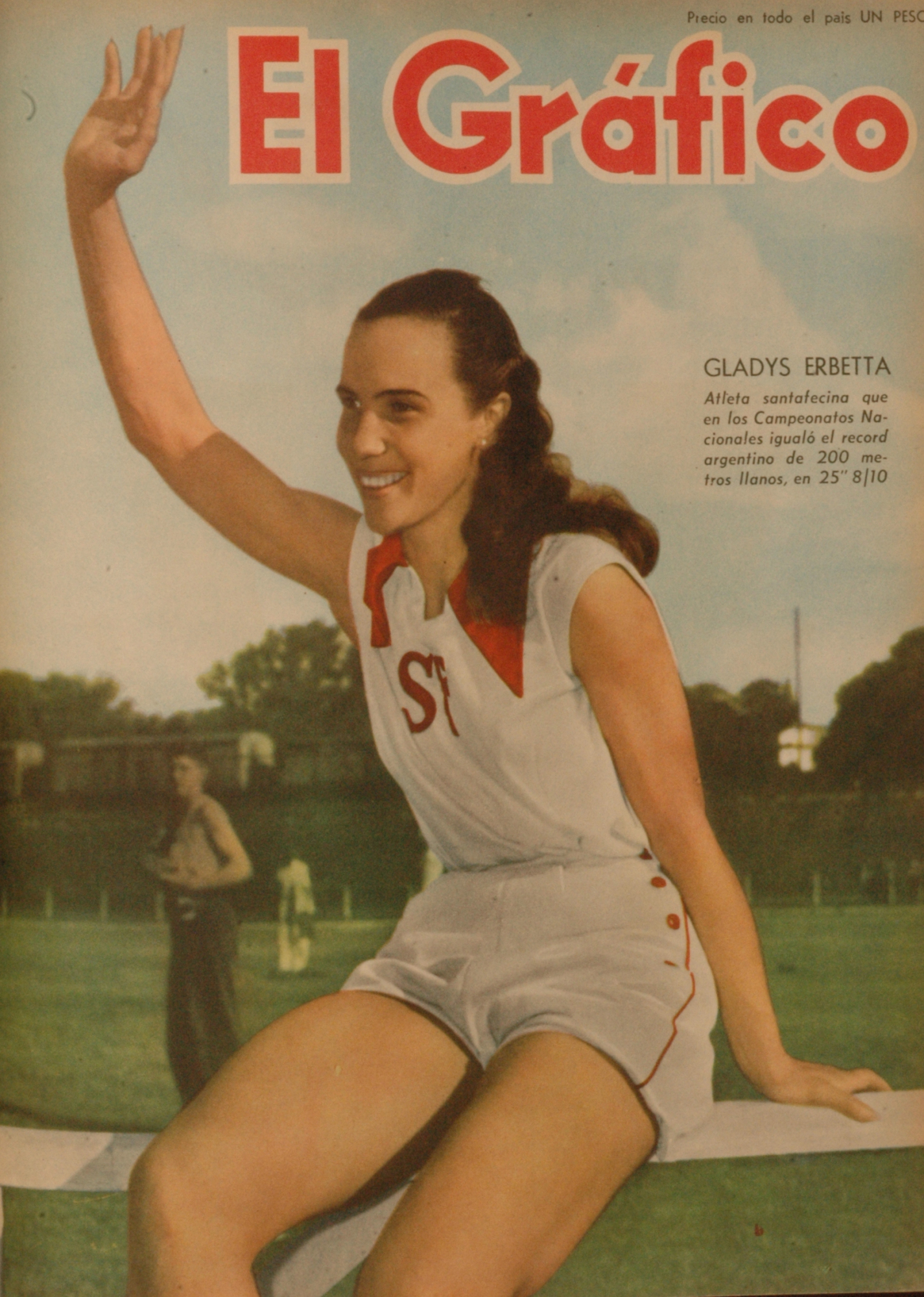
Gladys Erbetta en la tapa de la revista El Gráfico del 18 de enero de 1952. Puede leerse: Gladys Erbetta, atleta santafecina que en los Campeonatos Nacionales igualó el record argentino de 200 metros llanos en 25 8/10.

Gladys Erbetta (Santo Tomé, Santa Fe, 28 de septiembre de 1928) es una atleta argentina retirada que participó en los Juegos Olímpicos de Helsinki 1952 en los modalidades de 200 metros llanos, salto en largo y posta 4 × 100 metros. Además de las mencionadas modalidades, en otros torneos también compitió en lanzamiento de disco. Fue apodada como La Dama del Salto y La Embajadora de Santo Tomé. Obtuvo récords provinciales, argentinos y sudamericanos.
Todos los años la municipalidad de Santo Tomé organiza la maratón pedestre Gladys Erbetta, de 10 km, de la que participan hombres y mujeres de la ciudad y localidades aledañas. En 2019 la maratón cumplió 35 años. En 1999 fue elegida Deportista del Siglo de la ciudad de Santo Tomé. Fue también declarada Ciudadana Ilustre por la ciudad de Santa Fe y en 2018 fue elegida para llevar la antorcha olímpica de los Juegos Olímpicos de la Juventud de Buenos Aires 2018 durante uno de los tramos por la ciudad de Santa Fe.
El Centro de Educación Física n.º 33 de la provincia de Santa Fe, con sede en Santo Tomé, lleva su nombre.